# Wacław Zaorski

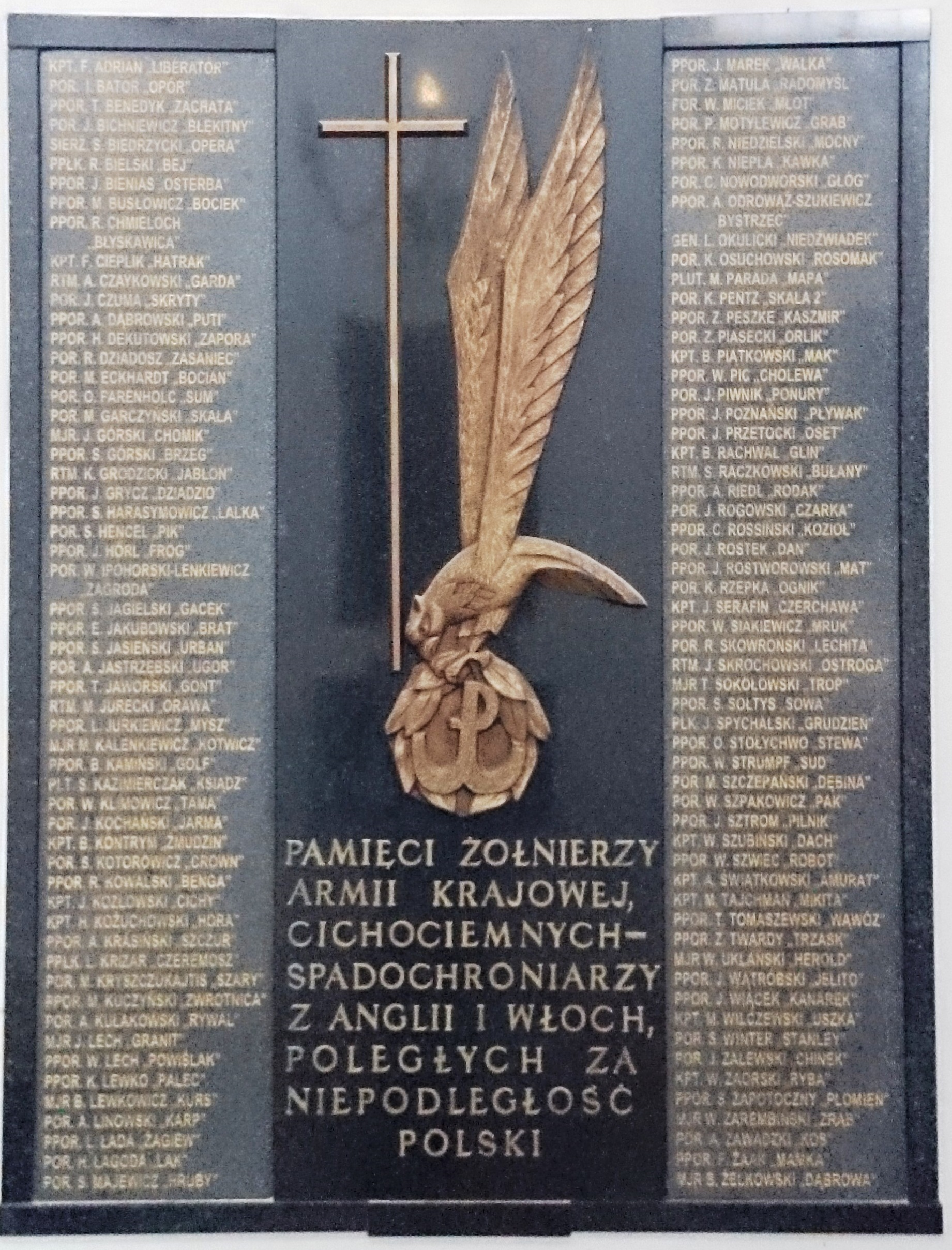
Tablica w kościele św. Jacka w Warszawie, upamiętniająca poległych cichociemnych, w tym Wacława Zaorskiego

Wacław Mikołaj Zaorski vel Wacław Zanek vel Jerzy Michałowski ps.: Ryba, Łuska (ur. 3 marca 1908 w Starych Bylinach, zm. 8 grudnia 1942 w Mińsku) – polski ichtiolog, oficer Wojska Polskiego, Polskich Sił Zbrojnych i Armii Krajowej, kapitan artylerii, cichociemny.

## Życiorys
Po ukończeniu Gimnazjum Władysława Giżyckiego w Warszawie, zdaniu matury w 1928 roku i odbyciu służby wojskowej w Szkole Podchorążych Rezerwy Artylerii we Włodzimierzu Wołyńskim kontynuował naukę na Wydziale Rolniczym Szkoły Głównej Gospodarstwa Wiejskiego w Warszawie, gdzie otrzymał w 1934 roku dyplom inżyniera rolnika ze specjalnością ichtiobiologiczno-rybacką. Pracował jako administrator majątków na terenie województwa warszawskiego, a następnie jako inspektor zbytu rolnego w Łucku.
Został zmobilizowany w sierpniu 1939 roku do 13 pułku artylerii lekkiej. Brał udział w kampanii wrześniowej, m.in. w obronie Lublina. 29 września dostał się do niewoli radzieckiej, skąd uciekł 16 października i 12 listopada przekroczył granicę polsko-węgierską. W grudniu dotarł do Francji, gdzie został przydzielony do 3 Pułku Artylerii Ciężkiej, a następnie do 3 Pułku Artylerii Lekkiej. Po upadku Francji został ewakuowany do Wielkiej Brytanii, gdzie dostał przydział do 1 dywizjonu artylerii lekkiej 1 Brygady Strzelców na stanowisko oficera obserwacyjnego.
Zgłosił się do służby w kraju. Po przeszkoleniu w zakresie dywersji został zaprzysiężony 28 lipca 1942 roku w Oddziale VI Sztabu Naczelnego Wodza. Zrzutu dokonano w nocy z 3 na 4 września 1942 roku w ramach akcji „Measles” dowodzonej przez por. naw. Mariusza Wodzickiego (zrzut na placówkę odbiorczą „Żaba” położoną w pobliżu wsi Stachlew). Po aklimatyzacji, w maju dostał przydział na IV Odcinek Wachlarza na stanowisko zastępcy komendanta bazy w Mińsku. Brał udział w akcjach dywersyjnych, m.in. w wysadzeniu transportu wojskowego pod Plisą 4 grudnia 1942 roku. Był komendantem bazy w Bobrujsku.
Został aresztowany 8 grudnia 1942 roku przez Gestapo. Otruł się w czasie przesłuchania. Jego symboliczny grób znajduje się na cmentarzu Powązkowskim w Warszawie (kwatera 69-4-7).

## Awanse
- podporucznik – ze starszeństwem z dniem 1 stycznia 1932 i 508. lokatą w korpusie oficerów rezerwy artylerii[2]
- porucznik – ze starszeństwem z dniem 1 stycznia 1937 i 76. lokatą w korpusie oficerów rezerwy artylerii[2]
- kapitan – ze starszeństwem z dniem 3 września 1942

## Ordery i odznaczenia
- Krzyż Srebrny Orderu Wojennego Virtuti Militari – pośmiertnie, 11 listopada 1943 roku nr 13421[3]
- Znak Spadochronowy numer (zwykły/bojowy) 1170/1628.

## Życie rodzinne
Był synem Wacława, ziemianina, i Ludwiki z domu Hińcz. Ożenił się z Wandą Chełmońską, z którą miał córkę Małgorzatę Annę (ur. w 1937 roku), zamężną Ipnarską.

## Upamiętnienie
W lewej nawie kościoła św. Jacka przy ul. Freta w Warszawie odsłonięto w 1980 roku tablicę Pamięci żołnierzy Armii Krajowej, cichociemnych – spadochroniarzy z Anglii i Włoch, poległych za niepodległość Polski. Wśród wymienionych 110 poległych cichociemnych jest Wacław Zaorski.